# اچ‌ام‌اس استرلینگ کاسل (۱۸۱۱)
اچ‌ام‌اس استرلینگ کاسل (۱۸۱۱) (به انگلیسی: HMS Stirling Castle (1811)) یک کشتی بود که طول آن ۱۷۶ فوت (۵۴ متر) بود. این کشتی  در سال ۱۸۱۱ ساخته شد.